# Roche d'Ajoux
Pour les articles homonymes, voir Ajoux (homonymie).
Ne pas confondre avec le rocher d'Ajoux, situé sur la commune d'Ajoux, en Ardèche.
La roche d'Ajoux, avec ses 970 mètres, est le second sommet des monts du Beaujolais, derrière le mont Saint-Rigaud (1 009 mètres). Elle est située dans le département du Rhône, sur le territoire de la commune de Poule-les-Écharmeaux. Le panorama s'étend sur la vallée de l'Azergues, les monts du Forez et de la Madeleine, le Charolais et, à moins de 4 km, le mont Saint-Rigaud. L'accès se termine par un sentier caillouteux.
Le ruisseau de Propières, sous-affluent de la Loire, surgit à 700 mètres d'altitude avant de dévaler les pentes boisées de la roche. Le ruisseau de l'Azergues prend également sa source sur la roche d'Ajoux à 650 mètres d'altitude.

## Étymologie
La roche d'Ajoux est un ancien lieu celtique où il aurait existé un temple de Jupiter ; son nom vient en effet d'ara jovis, l'autel de Jupiter.[réf. nécessaire]

## Sport
La roche d'Ajoux est située sur l'itinéraire VTT de la Grande Traversée du Rhône. Le GR 7 passe au pied de la roche.